# Too Old to Rock 'n' Roll: Too Young to Die!
| Críticas profissionais | Críticas profissionais |
| Avaliações da crítica  | Avaliações da crítica  |
| Fonte                  | Avaliação              |
| ---------------------- | ---------------------- |
| Allmusic               | 3 de 5 estrelas.       |

Too Old to Rock 'n' Roll: Too Young to Die! é um "álbum conceitual"  e o nono álbum de estúdio lançado pela banda britânica Jethro Tull. Uma versão remasterizada saiu em 2002 com duas faixas bônus que foram deixadas de fora do LP original, "Small Cigar" e "Strip Cartoon".

## Faixas
Todas as canções por Ian Anderson.
1. "Quizz Kid" - 5:09
2. "Crazed Institution" - 4:48
3. "Salamander" - 2:51
4. "Taxi Grab" - 3:54
5. "From A Dead Beat To An Old Greaser" - 4:09
6. "Bad-Eyed 'N' Loveless" - 2:12
7. "Big Dipper" - 3:35
8. "Too Old to Rock And Roll, Too Young to Die" - 5:44
9. "Pied Piper" - 4:32
10. "The Chequered Flag (Dead Or Alive)" - 5:32

Faixas bónus
1. "A Small Cigar" - 3:39
2. "Strip Cartoon" - 3:19